# Karl Peterka
Karl Peterka (* 1941 in Eferding) ist ein ehemaliger österreichischer Radrennfahrer.

## Sportliche Laufbahn
Peterka war im Straßenradsport aktiv. 1966 wurde er Zweiter bei Wien–Rabenstein–Gresten–Wien hinter Rudolf Kretz und gewann eine Etappe der Rundfahrt.
Insgesamt startete er viermal in der Österreich-Rundfahrt. 1967 war der 24. Platz sein bestes Resultat im Gesamtklassement.
Zweimal startete er für Österreich bei den Straßenradsport-Weltmeisterschaften.

## Berufliches
Peterka absolvierte eine Ausbildung zum Bäcker.